# Copa del Generalísimo 1963/64
Die Copa del Generalísimo 1963/64 war die 60. Austragung des spanischen Fußballpokalwettbewerbes, der heute unter dem Namen Copa del Rey stattfindet.
Der Wettbewerb startete am 27. Oktober 1963 und endete mit dem Finale am 5. Juli 1964 im Estadio Santiago Bernabéu (Madrid). Titelverteidiger des Pokalwettbewerbs war der CF Barcelona. Den Titel gewann der Vorjahresfinalist Real Saragossa durch einen 2:1-Erfolg im Finale gegen Atlético Madrid.

## Erste Runde
Die Hinspiele wurden am 27. Oktober, die Rückspiele am 1. Dezember 1963 ausgetragen.
|                 | Gesamt |                     | Hinspiel | Rückspiel |
| --------------- | ------ | ------------------- | -------- | --------- |
| CD Abarán       | 2:3    | Deportivo La Coruña | 2:1      | 0:2       |
| Atlético Ceuta  | 4:5    | CD Alavés           | 1:2      | 3:3       |
| Burgos CF       | 0:2    | Melilla CF          | 0:0      | 0:2       |
| Celta Vigo      | 2:1    | FC Cádiz            | 0:0      | 2:1       |
| CD Eldense      | 4:3    | Real Gijón          | 4:1      | 0:2       |
| CD Hospitalet   | 1:1    | Hércules Alicante   | 1:0      | 0:1       |
| SD Indautxu     | 8:3    | FC Granada          | 4:2      | 4:1       |
| UP Langreo      | 3:2    | FC Algeciras        | 2:1      | 1:1       |
| UD Las Palmas   | 4:4    | CD Constancia       | 3:0      | 1:4       |
| RCD Mallorca    | 3:2    | Real Santander      | 3:1      | 0:1       |
| CD Mestalla     | 4:3    | CD Europa           | 4:1      | 0:2       |
| Ontinyent CF    | 4:4    | FC Badalona         | 3:2      | 1:2       |
| CD Ourense      | 2:1    | Recreativo Huelva   | 2:0      | 0:1       |
| CA Osasuna      | 3:4    | CD Teneriffa        | 2:2      | 1:2       |
| UD Salamanca    | 2:5    | CD Málaga           | 1:1      | 1:4       |
| CD San Fernando | 2:3    | Real Sociedad       | 2:2      | 0:1       |

### Entscheidungsspiele
|               | Ergebnis |                   |
| ------------- | -------- | ----------------- |
| CD Hospitalet | 10:1 1   | Hércules Alicante |
| UD Las Palmas | 10:1 2   | CD Constancia     |
| Ontinyent CF  | 14:1 3   | FC Badalona       |

## Runde der letzten 32
Die Hinspiele wurden am 1. und 3. Mai, die Rückspiele am 9. und 10. Mai 1964 ausgetragen.
|                     | Gesamt |                   | Hinspiel | Rückspiel |
| ------------------- | ------ | ----------------- | -------- | --------- |
| CD Alavés           | 4:6    | Betis Sevilla     | 1:1      | 3:5       |
| Atlético Bilbao     | 1:2    | Celta Vigo        | 1:1      | 0:1       |
| CF Barcelona        | 8:2    | CD Teneriffa      | 7:0      | 1:2       |
| Deportivo La Coruña | 5:3    | Real Murcia       | 5:0      | 0:3       |
| FC Elche            | 1:1    | Hércules Alicante | 0:0      | 1:1       |
| UP Langreo          | 3:5    | FC Córdoba        | 1:1      | 2:4       |
| Real Madrid         | 10:2   | SD Indautxu       | 7:0      | 3:2       |
| CD Málaga           | 0:9    | Atlético Madrid   | 0:2      | 0:7       |
| RCD Mallorca        | 2:4    | Real Saragossa    | 0:2      | 2:2       |
| Melilla CF          | 1:2    | Real Valladolid   | 1:0      | 0:2       |
| Ontinyent CF        | 3:5    | Real Oviedo       | 1:1      | 2:4       |
| CD Ourense          | 2:3    | RCD Español       | 2:1      | 0:2       |
| FC Pontevedra       | 6:3    | CD Eldense        | 5:0      | 1:3       |
| Real Sociedad       | 1:0    | Levante UD        | 0:0      | 1:0       |
| FC Sevilla          | 2:1    | CD Constancia     | 2:0      | 0:1       |
| FC Valencia         | 7:0    | CD Mestalla       | 2:0      | 5:0       |

### Entscheidungsspiele
Das Spiel wurde am 13. Mai 1964 in Murcia ausgetragen.
|          | Ergebnis |                   |
| -------- | -------- | ----------------- |
| FC Elche | 0:1      | Hércules Alicante |

## Achtelfinale
Die Hinspiele wurden am 16. und 17. Mai, die Rückspiele am 19. und 20. Mai 1964 ausgetragen.
|                     | Gesamt |                   | Hinspiel | Rückspiel |
| ------------------- | ------ | ----------------- | -------- | --------- |
| Betis Sevilla       | 2:1    | FC Pontevedra     | 1:1      | 1:0       |
| Celta Vigo          | 2:4    | Atlético Madrid   | 2:1      | 0:3       |
| FC Córdoba          | 3:6    | CF Barcelona      | 1:2      | 2:4       |
| Deportivo La Coruña | 1:5    | FC Valencia       | 1:0      | 0:5       |
| RCD Español         | 3:1    | FC Sevilla        | 3:1      | 0:0       |
| Real Madrid         | 2:0    | Real Sociedad     | 1:0      | 1:0       |
| Real Valladolid     | 3:6    | Hércules Alicante | 3:2      | 0:4       |
| Real Saragossa      | 9:3    | Real Oviedo       | 6:0      | 3:3       |

## Viertelfinale
Die Hinspiele wurden am 23. und 24. Mai, die Rückspiele am 30. und 31. Mai 1964 ausgetragen.
|                   | Gesamt |                 | Hinspiel | Rückspiel |
| ----------------- | ------ | --------------- | -------- | --------- |
| CF Barcelona      | 7:3    | RCD Español     | 3:1      | 4:2       |
| Betis Sevilla     | 3:4    | FC Valencia     | 2:2      | 1:2       |
| Hércules Alicante | 0:4    | Real Saragossa  | 0:1      | 0:3       |
| Real Madrid       | 3:3    | Atlético Madrid | 2:2      | 1:1       |

### Entscheidungsspiele
Das Spiel wurde am 3. Juni 1964 im Stadium Metropolitano in Madrid ausgetragen.
|             | Ergebnis |                 |
| ----------- | -------- | --------------- |
| Real Madrid | 1:2      | Atlético Madrid |

## Halbfinale
Die Hinspiele wurden am 6. und 7. Juni, die Rückspiele am 28. Juni 1964 ausgetragen.
|              | Gesamt |                 | Hinspiel | Rückspiel |
| ------------ | ------ | --------------- | -------- | --------- |
| CF Barcelona | 3:4    | Real Saragossa  | 3:2      | 0:2       |
| FC Valencia  | 2:4    | Atlético Madrid | 1:1      | 1:3       |

## Finale
| Real Saragossa                                     | Real Saragossa | Atlético Madrid | Atlético Madrid |
| -------------------------------------------------- | --- | --- | --------------- |
| Real Saragossa                                     | \| 5. Juli 1964 in Madrid (Estadio Santiago Bernabéu) \| \| Ergebnis: 2:1 (2:0) \| \| Zuschauer: 75.000 \| \| Schiedsrichter: Félix Birigay \|                                                  | \| 5. Juli 1964 in Madrid (Estadio Santiago Bernabéu) \| \| Ergebnis: 2:1 (2:0) \| \| Zuschauer: 75.000 \| \| Schiedsrichter: Félix Birigay \|                                                                           | Atlético Madrid |
| Real Saragossa                                     | Enrique Yarza – Joaquín Cortizo, Francisco Santamaría, Severino Reija – Santiago Isasi, Pepín – Canário, Eleuterio Santos, Marcelino, Juan Manuel Villa, Carlos Lapetra Cheftrainer: Luis Belló | Edgardo Madinabeytia – Feliciano Rivilla, Jorge Griffa, Isacio Calleja – Ramiro Rodrigues, Jesús Glaría – José Enrique Cardona, Jesús Martínez Jayo, Miguel Jones, Adelardo, Enrique Collar Cheftrainer: Sabino Barinaga | Atlético Madrid |
| Real Saragossa                                     | 1:0 Carlos Lapetra (18.) 2:0 Juan Manuel Villa (33.) | 2:1 José Enrique Cardona (71.) | Atlético Madrid |
| 5. Juli 1964 in Madrid (Estadio Santiago Bernabéu) | | |                 |
| Ergebnis: 2:1 (2:0)                                | | |                 |
| Zuschauer: 75.000                                  | | |                 |
| Schiedsrichter: Félix Birigay                      | | |                 |